# Serra de Queralt (Bellprat)
La Serra de Queralt és una serra de la Serralada Prelitoral Catalana. És al municipi de Bellprat (Anoia). El cim més alt té una elevació màxima de 860,8 metres.
La serralada fou gairebé totalment afectada per l'incendi de Santa Coloma de Queralt de 2021.